# Сотес
Сотес (ісп. Sotés) — муніципалітет в Іспанії, у складі автономної спільноти Ла-Ріоха. Населення — 287 осіб (2009).
Муніципалітет розташований на відстані близько 240 км на північ від Мадрида, 15 км на південний захід від Логроньйо.

## Демографія
Динаміка населення (INE ):

## Галерея зображень

Розташування муніципалітету